# Ligue de diamant 2024
Navigation
La 15e édition de la Ligue de diamant (en anglais : 2024 IAAF Diamond League) est une compétition d'athlétisme qui se déroule du 20 avril au 14 septembre 2024. 15 meetings figurent au programme de cette édition, les finales se déroulent les 13 et 14 septembre 2024 à Bruxelles. Le Shanghai Golden Grand Prix refait son apparition au programme.

## Calendrier
Le calendrier de la Ligue de diamant 2024 est le suivant :
| #  | Date                    | Meeting                           | Stade                                 | Ville     | Réf.   |
| -- | ----------------------- | --------------------------------- | ------------------------------------- | --------- | ------ |
| 1  | 20 avril 2024           | Xiamen Diamond League             | Egret Stadium                         | Xiamen    | [ 3 ]  |
| 2  | 27 avril 2024           | Diamond League Shanghai           | Stade de Shanghai                     | Shanghai  | [ 4 ]  |
| 3  | 10 mai 2024             | Doha Diamond League               | Suheim bin Hamad Stadium              | Doha      | [ 5 ]  |
| 4  | 19 mai 2024             | Meeting international Mohammed-VI | Stade de Marrakech                    | Marrakech | [ 7 ]  |
| 5  | 25 mai 2024             | Prefontaine Classic               | Hayward Field                         | Eugene    | [ 8 ]  |
| 6  | 30 mai 2024             | Bislett Games                     | Stade du Bislett                      | Oslo      | [ 9 ]  |
| 7  | 2 juin 2024             | Bauhaus-Galan                     | Stade olympique de Stockholm          | Stockholm | [ 10 ] |
| 8  | 7 juillet 2024          | Meeting de Paris                  | Stade Charléty                        | Paris     |        |
| 9  | 12 juillet 2024         | Herculis                          | Stade Louis-II                        | Monaco    |        |
| 10 | 20 juillet 2024         | London Grand Prix                 | Crystal Palace National Sports Centre | Londres   |        |
| 11 | 22 août 2024            | Athletissima                      | Stade olympique de la Pontaise        | Lausanne  |        |
| 12 | 25 août 2024            | Mémorial Kamila Skolimowska       | Stade de Silésie                      | Chorzów   |        |
| 13 | 30 août 2024            | Golden Gala                       | Stade olympique                       | Rome      |        |
| 14 | 5 septembre 2024        | Weltklasse Zurich                 | Stade du Letzigrund                   | Zurich    |        |
| 15 | 13 et 14 septembre 2024 | Mémorial Van Damme                | Stade Roi Baudouin                    | Bruxelles |        |

## Résultats

### Hommes

#### Courses
| #  | Meeting                     | 100 m                           | 200 m                          | 400 m                              | 800 m/1 000 m                         | 1 500 m/Mile                           | 3 000/5 000 m                          | 110 m haies                     | 400 m haies                     | 3 000 m steeple                        |
| 1  | Xiamen Diamond League       | Christian Coleman (USA) 10 s 13 | -                              | -                                  | Marco Arop (CAN) 1 min 43 s 61        | -                                      | Lamecha Girma (ETH) 12 min 58 s 96     | Daniel Roberts (USA) 13 s 11    | -                               | -                                      |
| 2  | Diamond League Shanghai     | Akani Simbine (RSA) 10 s 01     | -                              | -                                  | Slimane Moula (ALG) 1 min 44 s 55     | -                                      | Selemon Barega (ETH) 12 min 55 s 68    | Daniel Roberts (USA) 13 s 12    | -                               | -                                      |
| 3  | Doha Diamond League         | -                               | Kenneth Bednarek (USA) 19 s 67 | Steven Gardiner (BAH) 44 s 76      | -                                     | Brian Komen (KEN) 3 min 32 s 43        | -                                      | -                               | Alison dos Santos (BRA) 46 s 86 | Samuel Firewu (ETH) 8 min 7 s 25       |
| 4  | Meeting int. Mohammed-VI    | Emmanuel Eseme (CMR) 10 s 11    | -                              | Alexander Doom (BEL) 44 s 51       | Emmanuel Wanyonyi (KEN) 1 min 43 s 84 | Azeddine Habz (FRA) 3 min 32 s 86      | -                                      | -                               | -                               | Soufiane el-Bakkali (MAR) 8 min 9 s 40 |
| 5  | Prefontaine Classic         | Christian Coleman (USA) 9 s 95  | Kenneth Bednarek (USA) 19 s 89 | -                                  | -                                     | Josh Kerr (GBR) 3 min 45 s 34          | -                                      | Grant Holloway (USA) 13 s 03    | Gerald Drummond (CRC) 48 s 56   | -                                      |
| 6  | Bislett Games               | Akani Simbine (RSA) 9 s 94      | -                              | Matthew Hudson-Smith (GBR) 44 s 07 | -                                     | Jakob Ingebrigtsen (NOR) 3 min 29 s 74 | Hagos Gebrhiwet (ETH) 12 min 36 s 73   | -                               | Alison dos Santos (BRA) 46 s 63 | -                                      |
| 7  | Bauhaus-Galan               | Emmanuel Eseme (CMR) 10 s 16    | -                              | -                                  | Djamel Sedjati (ALG) 1 min 43 s 23    | -                                      | Narve Gilje Nordås (NOR) 7 min 33 s 42 | -                               | Alison dos Santos (BRA) 47 s 01 | Lamecha Girma (ETH) 8 min 1 s 63       |
| 8  | Meeting de Paris            | -                               | Alexander Ogando (DOM) 19 s 98 | -                                  | Djamel Sedjati (ALG) 1 min 41 s 56    | -                                      | -                                      | Sasha Zhoya (FRA) 13 s 15       | Alison dos Santos (BRA) 47 s 78 | Abrham Sime (ETH) 8 min 2 s 36         |
| 9  | Meeting Herculis            | -                               | Letsile Tebogo (BOT) 19 s 87   | Quincy Hall (USA) 43 s 80          | Djamel Sedjati (ALG) 1 min 41 s 46    | Jakob Ingebrigtsen (NOR) 3 min 26 s 73 | -                                      | Grant Holloway (USA) 13 s 01    | Rai Benjamin (USA) 46 s 67      | -                                      |
| 10 | London Grand Prix           | Noah Lyles (USA) 9 s 81         | -                              | Matthew Hudson-Smith (GBR) 43 s 74 | -                                     | Oliver Hoare (AUS) 3 min 49 s 03       | Dominic Lobalu (SUI) 7 min 27 s 68     | -                               | Alison dos Santos (BRA) 47 s 18 | -                                      |
| 11 | Athletissima                | -                               | Letsile Tebogo (BOT) 19 s 64   | Matthew Hudson-Smith (GBR) 43 s 96 | -                                     | Jakob Ingebrigtsen (NOR) 3 min 27 s 83 | -                                      | Rasheed Broadbell (JAM) 13 s 10 | -                               | -                                      |
| 12 | Mémorial Kamila Skolimowska | -                               | Letsile Tebogo (BOT) 19 s 83   | -                                  | Marco Arop (CAN) 1 min 41 s 86        | -                                      | Jakob Ingebrigtsen (NOR) 7 min 17 s 55 | -                               | -                               | Soufiane el-Bakkali (MAR) 8 min 4 s 29 |
| 13 | Golden Gala                 | Letsile Tebogo (BOT) 9 s 87     | -                              | Muzala Samukonga (ZAM) 43 s 99     | -                                     | -                                      | Hagos Gebrhiwet (ETH) 12 min 51 s 07   | -                               | -                               | -                                      |
| 14 | Weltklasse Zurich           | -                               | Letsile Tebogo (BOT) 19 s 55   | -                                  | -                                     | Yared Nuguse (USA) 3 min 29 s 21       | -                                      | Grant Holloway (USA) 12 s 99    | Roshawn Clarke (JAM) 47 s 49    | -                                      |
| 15 | Mémorial Van Damme          | Ackeem Blake (JAM) 9 s 93       | Kenneth Bednarek (USA) 19 s 67 | Charles Dobson (GBR) 44 s 49       | Emmanuel Wanyonyi (KEN) 1 min 42 s 70 | Jakob Ingebrigtsen (NOR) 3 min 30 s 37 | Berihu Aregawi (ETH) 12 min 43 s 66    | Sasha Zhoya (FRA) 13 s 16       | Alison dos Santos (BRA) 47 s 93 | Amos Serem (KEN) 8 min 6 s 90          |

#### Concours
| #  | Meeting                     | Saut en longueur                | Triple saut                        | Saut en hauteur                | Saut à la perche                   | Lancer du poids               | Lancer du disque             | Lancer du javelot             |
| 1  | Xiamen Diamond League       | -                               | Pedro Pichardo (POR) 17,51 m       | Shelby McEwen (USA) 2,27 m     | Armand Duplantis (SWE) 6,24 m (WR) | -                             | -                            | -                             |
| 2  | Diamond League Shanghai     | Marquis Dendy (USA) 8,05 m      | -                                  | Hamish Kerr (NZL) 2,31 m       | Armand Duplantis (SWE) 6,00 m      | -                             | -                            | -                             |
| 3  | Doha Diamond League         | Carey McLeod (JAM) 8,52 m       | -                                  | -                              | -                                  | -                             | -                            | Jakub Vadlejch (CZE) 88,38 m  |
| 4  | Meeting int. Mohammed-VI    | -                               | Lázaro Martínez (CUB) 17,10 m      | -                              | -                                  | -                             | Mykolas Alekna (LTU) 70,70 m | -                             |
| 5  | Prefontaine Classic         | -                               | -                                  | -                              | -                                  | Joe Kovacs (USA) 23,13 m      | -                            | -                             |
| 6  | Bislett Games               | -                               | Hugues Fabrice Zango (BUR) 17,27 m | -                              | KC Lightfoot (USA) 5,82 m          | -                             | Mykolas Alekna (LTU) 70,91 m | -                             |
| 7  | Bauhaus-Galan               | -                               | -                                  | -                              | Armand Duplantis (SWE) 6,00 m      | -                             | Mykolas Alekna (LTU) 68,64 m | -                             |
| 8  | Meeting de Paris            | -                               | -                                  | -                              | Armand Duplantis (SWE) 6,00 m      | -                             | -                            | Julian Weber (GER) 85,91 m    |
| 9  | Meeting Herculis            | -                               | -                                  | Hamish Kerr (NZL) 2,33 m       | -                                  | -                             | -                            | -                             |
| 10 | London Grand Prix           | -                               | -                                  | Hamish Kerr (NZL) 2,30 m       | -                                  | Leonardo Fabbri (ITA) 22,52 m | -                            | -                             |
| 11 | Athletissima                | Miltiádis Tedóglou (GRE) 8,06 m | -                                  | -                              | Armand Duplantis (SWE) 6,15 m      | -                             | -                            | Anderson Peters (GRN) 90,61 m |
| 12 | Mémorial Kamila Skolimowska | -                               | -                                  | Gianmarco Tamberi (ITA) 2,31 m | Armand Duplantis (SWE) 6,26 m      | Joe Kovacs (USA) 22,14 m      | -                            | -                             |
| 13 | Golden Gala                 | -                               | Andy Díaz (ITA) 17,32 m            | Woo Sang-hyeok (KOR) 2,30 m    | -                                  | Ryan Crouser (USA) 22,49 m    | Kristjan Čeh (SVN) 68,61 m   | -                             |
| 14 | Weltklasse Zurich           | Wayne Pinnock (JAM) 8,18 m      | -                                  | -                              | -                                  | Ryan Crouser (USA) 22,66 m    | -                            | Anderson Peters (GRN) 85,72 m |
| 15 | Mémorial Van Damme          | Tajay Gayle (JAM) 8,28 m        | Pedro Pichardo (POR) 17,33 m       | Gianmarco Tamberi (ITA) 2,34 m | Armand Duplantis (SWE) 6,11 m      | Leonardo Fabbri (ITA) 22,98 m | Matthew Denny (AUS) 69,96 m  | Anderson Peters (GRN) 87,87 m |

### Femmes

#### Courses
| #  | Meeting                     | 100 m                                | 200 m                          | 400 m                           | 800 m/1 000 m                          | 1 500 m/Mile                       | 3 000/5 000 m                           | 100 m haies                         | 400 m haies                   | 3 000 m steeple                        |
| 1  | Xiamen Diamond League       | -                                    | Torrie Lewis (AUS) 22 s 96     | Marileidy Paulino (DOM) 50 s 08 | -                                      | Gudaf Tsegay (ETH) 3 min 50 s 30   | -                                       | Jasmine Camacho-Quinn (PUR) 12 s 45 | -                             | Beatrice Chepkoech (KEN) 8 min 55 s 40 |
| 2  | Diamond League Shanghai     | -                                    | Daryll Neita (GBR) 22 s 62     | Marileidy Paulino (DOM) 50 s 89 | -                                      | -                                  | -                                       | Jasmine Camacho-Quinn (PUR) 12 s 63 | -                             | Beatrice Chepkoech (KEN) 9 min 7 s 36  |
| 3  | Doha Diamond League         | Daryll Neita (GBR) 10 s 98           | -                              | -                               | Mary Moraa (KEN) 1 min 57 s 91         | Freweyni Hailu (ETH) 4 min 0 s 42  | Beatrice Chebet (KEN) 14 min 26 s 98    | Ditaji Kambundji (SUI) 12 s 47      | -                             | -                                      |
| 4  | Meeting int. Mohammed-VI    | -                                    | Shericka Jackson (JAM) 22 s 82 | -                               | Prudence Sekgodiso (RSA) 1 min 57 s 26 | -                                  | Medina Eisa (ETH) 14 min 34 s 16        | -                                   | Rushell Clayton (JAM) 53 s 98 | -                                      |
| 5  | Prefontaine Classic         | Sha'Carri Richardson (USA) 10 s 83   | -                              | -                               | Keely Hodgkinson (GBR) 1 min 55 s 78   | Diribe Welteji (ETH) 3 min 53 s 75 | Tsigie Gebreselama (ETH) 14 min 18 s 78 | -                                   | -                             | Peruth Chemutai (UGA) 8 min 55 s 09    |
| 6  | Bislett Games               | -                                    | Brittany Brown (USA) 22 s 32   | Marileidy Paulino (DOM) 49 s 30 | Prudence Sekgodiso (RSA) 1 min 58 s 66 | -                                  | Georgia Griffith (AUS) 8 min 24 s 20    | -                                   | Rushell Clayton (JAM) 54 s 02 | -                                      |
| 7  | Bauhaus-Galan               | Gina Bass (GAM) 11 s 15              | Shericka Jackson (JAM) 22 s 69 | -                               | -                                      | Laura Muir (GBR) 3 min 57 s 99     | -                                       | -                                   | Femke Bol (NED) 53 s 07       | -                                      |
| 8  | Meeting de Paris            | Patrizia van der Weken (LUX) 11 s 06 | -                              | Marileidy Paulino (DOM) 49 s 20 | -                                      | Faith Kipyegon (KEN) 3 min 49 s 04 | -                                       | -                                   | -                             | Winfred Mutile Yavi (BHR) 9 min 3 s 68 |
| 9  | Meeting Herculis            | Julien Alfred (LCA) 10 s 85          | -                              | Rhasidat Adeleke (IRL) 49 s 17  | -                                      | Jessica Hull (AUS) 5 min 19 s 70   | Margaret Akidor (KEN) 14 min 39 s 49    | -                                   | -                             | -                                      |
| 10 | London Grand Prix           | -                                    | Gabrielle Thomas (USA) 21 s 82 | Nickisha Pryce (JAM) 48 s 57    | Keely Hodgkinson (GBR) 1 min 54 s 61   | -                                  | -                                       | -                                   | Femke Bol (NED) 51 s 30       | -                                      |
| 11 | Athletissima                | Dina Asher-Smith (GBR) 10 s 88       | -                              | -                               | Mary Moraa (KEN) 1 min 57 s 91         | -                                  | Diribe Welteji (ETH) 8 min 21 s 50      | Jasmine Camacho-Quinn (PUR) 12 s 35 | Femke Bol (NED) 52 s 25       | -                                      |
| 12 | Mémorial Kamila Skolimowska | Tia Clayton (JAM) 10 s 83            | -                              | Marileidy Paulino (DOM) 48 s 66 | Nelly Chepchirchir (KEN) 2 min 31 s 24 | Diribe Welteji (ETH) 3 min 57 s 08 | -                                       | Ackera Nugent (JAM) 12 s 29         | Femke Bol (NED) 52 s 13       | -                                      |
| 13 | Golden Gala                 | -                                    | Brittany Brown (USA) 22 s 00   | -                               | -                                      | Faith Kipyegon (KEN) 3 min 52 s 89 | -                                       | Ackera Nugent (JAM) 12 s 24         | Anna Cockrell (USA) 52 s 59   | Winfred Yavi (BHR) 8 min 44 s 39       |
| 14 | Weltklasse Zurich           | Sha'Carri Richardson (USA) 10 s 84   | -                              | -                               | Mary Moraa (KEN) 1 min 57 s 08         | -                                  | Beatrice Chebet (KEN) 14 min 9 s 52     | Jasmine Camacho-Quinn (PUR) 12 s 36 | Shiann Salmon (JAM) 52 s 97   | -                                      |
| 15 | Mémorial Van Damme          | Julien Alfred (LCA) 10.88            | Brittany Brown (USA) 22,2 s    | Marileidy Paulino (DOM) 49 s 45 | Mary Moraa (KEN) 1 min 56 s 56         | Faith Kipyegon (KEN) 3 min 54 s 75 | Beatrice Chebet (KEN) 14 min 9 s 82     | Jasmine Camacho-Quinn (PUR) 12,38 s | Femke Bol (NED) 52 s 45       | Faith Cherotich (KEN) 9 min 2 s 36     |

#### Concours
| #  | Meeting                     | Saut en longueur                 | Triple saut                     | Saut en hauteur                  | Saut à la perche            | Lancer du poids             | Lancer du disque             | Lancer du javelot              |
| 1  | Xiamen Diamond League       | -                                | -                               | -                                | -                           | Gong Lijiao (CHN) 19,72 m   | Valarie Allman (USA) 69,80 m | -                              |
| 2  | Diamond League Shanghai     | Marthe Koala (BUR) 6,68 m        | -                               | -                                | -                           | Chase Jackson (USA) 20,03 m | -                            | Haruka Kitaguchi (JPN) 62,97 m |
| 3  | Doha Diamond League         | -                                | -                               | Angelina Topić (SRB) 1,94 m      | Molly Caudery (GBR) 4,73 m  | -                           | -                            | -                              |
| 4  | Meeting int. Mohammed-VI    | -                                | -                               | Angelina Topić (SRB) 1,98 m      | Angelica Moser (SUI) 4,73 m | Chase Jackson (USA) 20,00 m | -                            | -                              |
| 5  | Prefontaine Classic         | -                                | Leyanis Pérez (CUB) 14,73 m     | -                                | Emily Grove (USA) 4,63 m    | -                           | Valarie Allman (USA) 67,36 m | -                              |
| 6  | Bislett Games               | -                                | -                               | -                                | -                           | -                           | Feng Bin (CHN) 67,89 m       | -                              |
| 7  | Bauhaus-Galan               | -                                | Leyanis Pérez (CUB) 14,67 m     | Yaroslava Mahuchikh (UKR) 2,00 m | -                           | Chase Jackson (USA) 20,00 m | -                            | -                              |
| 8  | Meeting de Paris            | Larissa Iapichino (ITA) 6,82 m   | -                               | Yaroslava Mahuchikh (UKR) 2,10 m | -                           | -                           | Valarie Allman (USA) 68,07 m | -                              |
| 9  | Meeting Herculis            | -                                | Leyanis Pérez (CUB) 14,96 m     | -                                | Nina Kennedy (AUS) 4,88 m   | -                           | -                            | Haruka Kitaguchi (JPN) 65,21 m |
| 10 | London Grand Prix           | Malaika Mihambo (GER) 6,87 m     | -                               | -                                | Nina Kennedy (AUS) 4,85 m   | -                           | -                            | Mackenzie Little (AUS) 66,27 m |
| 11 | Athletissima                | -                                | -                               | Yaroslava Mahuchikh (UKR) 1,99 m | -                           | Chase Jackson (USA) 20,64 m | -                            | -                              |
| 12 | Mémorial Kamila Skolimowska | -                                | Shanieka Ricketts (JAM) 14,50 m | -                                | -                           | -                           | -                            | Adriana Vilagoš (SRB) 65,60 m  |
| 13 | Golden Gala                 | Tara Davis-Woodhall (USA) 7,02 m | -                               | -                                | Nina Kennedy (AUS) 4,83 m   | -                           | -                            | -                              |
| 14 | Weltklasse Zurich           | -                                | -                               | Yaroslava Mahuchikh (UKR) 1,96 m | Nina Kennedy (AUS) 4,87 m   | -                           | -                            | -                              |
| 15 | Mémorial Van Damme          | Larissa Iapichino (ITA) 6,80 m   | Leyanis Pérez (CUB) 14,37 m     | Yaroslava Mahuchikh (UKR) 1,97 m | Nina Kennedy (AUS) 4,88 m   | Sarah Mitton (CAN) 20,25 m  | Valarie Allman (USA) 68,47 m | Haruka Kitaguchi (JPN) 66,13 m |